# Обрат
Обрат (словен. Obrat) — поселення в общині Бенедикт, Подравський регіон‎, Словенія.